# Тюбяк-Черки
 Тюбяк-Черки  — деревня в Апастовском районе Татарстана. Входит в состав Табар-Черкийского сельского поселения.

## География
Находится в западной части Татарстана на расстоянии приблизительно 8 км на юг-юго-запад от районного центра поселка Апастово.

## История
Основана не позднее 1721 года. В начале XX века здесь были и церковь, и земская школа.

## Население
Постоянных жителей было в 1782 — 73 души мужского пола, в 1859—686, в 1908—1474, в 1920—1300, в 1926—1099, в 1938—958, в 1949—658, в 1958—529, в 1970—310, в 1979—269, в 1989—164. Постоянное население составляло 128 человек (чуваши 84 %) в 2002 году, 148 в 2010.